# Adula-Klinik
Die Adula-Klinik ist eine psychosomatische Akutklinik in Oberstdorf. Gegründet wurde sie 1996 vom ehemaligen Benediktinermönch Georg Reisach gegründet. Die Klinik hat 146 Akutbetten, von denen 39 im Krankenhausplan aufgenommen sind; zugleich ist die Klinik Vertrags-Krankenhaus. Chefarzt war von 2011 bis 2020 Michael Tischinger, 2022 und 2023 Patricia Appel und seit März 2024 ist Thorsten Jordan Chefarzt der Adula Klinik.